# Огледала
„Огледала“ (на английски: Mirrors) е американски свръхестествен филм на ужасите от 2008 г. на режисьора Алехандре Аджа, и участват Кийфър Съдърланд, Паула Патън и Ейми Смарт. Филмът първоначално е озаглавен като Into the Mirror, но по-късно е преименуван като „Огледала“. Първоначално филмът е замислен като чист римейк на южнокорейския филм Into the Mirror от 2003 г. Снимките започват на 1 май 2007 г. и е пуснат по американските кина на 15 август 2008 г.
Продължението, озаглавено – „Огледала 2“, е пуснат през 2010 г.